# Italian Open 2023
Italian Open 2023 (cunoscut și sub numele de Roma Masters sau Internazionali BNL d'Italia din motive de sponsorizare) a fost un turneu profesionist de tenis care s-a jucat pe terenuri cu zgură, în aer liber, la Foro Italico din Roma, Italia. A fost cea de-a 80-a ediție a Italian Open și a fost clasificat ca un eveniment ATP 1000 pe Circuitul ATP 2023 și un eveniment WTA 1000 pe Circuitul WTA 2023, fiind schimbat de la neobligatoriu la obligatoriu.
Acesta a fost primul an în care turneul masculin a fost extins la două săptămâni, iar extragerile la simplu masculin și feminin au fost extinse la 96 de jucători.

## Campioni

### Simplu masculin
Pentru mai multe informații consultați Italian Open 2023 – Simplu masculin

### Simplu feminin
Pentru mai multe informații consultați Italian Open 2023 – Simplu feminin

### Dublu masculin
Pentru mai multe informații consultați Italian Open 2023 – Dublu masculin

### Dublu feminin
Pentru mai multe informații consultați Italian Open 2023 – Dublu feminin

## Puncte și premii în bani

### Distribuția punctelor
| Probă           | C    | F   | SF  | QF  | R16 | R32 | R64 | R96 | Q   | Q2  | Q1  |
| Simplu masculin | 1000 | 600 | 360 | 180 | 90  | 45  | 25* | 10  | 16  | 8   | 0   |
| Dublu masculin  | 1000 | 600 | 360 | 180 | 90  | 0   | N/A | N/A | N/A | N/A | N/A |
| Simplu feminin  | 1000 | 650 | 390 | 215 | 120 | 65  | 35* | 10  | 30  | 20  | 2   |
| Dublu feminin   | 1000 | 650 | 390 | 215 | 120 | 10  | N/A | N/A | N/A | N/A | N/A |

### Premii în bani
| Probă           | C          | F        | SF       | QF       | R16     | R32     | R64     | R96     | Q2     | Q1     |
| Simplu masculin | €1,105,265 | €580,000 | €308,790 | €161,525 | €84,900 | €48,835 | €27,045 | €16,340 | €8,265 | €4,510 |
| Simplu feminin  | €521,754   | €272,200 | €143,490 | €73,930  | €39,130 | €22,700 | €12,652 | €7,828  | €5,982 | €3,110 |
| Dublu masculin* | €382,420   | €202,850 | €108,190 | €54,840  | €29,300 | €15,780 | N/A     | N/A     | N/A    | N/A    |
| Dublu feminin*  | €182,170   | €96,430  | €51,790  | €25,900  | €13,840 | €7,590  | N/A     | N/A     | N/A    | N/A    |

*per echipă